# Papillaria regnellii
Papillaria regnellii là một loài Rêu trong họ Meteoriaceae. Loài này được Broth. mô tả khoa học đầu tiên năm 1895.